# Новайолет Булавайо
Новайолет Булавайо (англ. NoViolet Bulawayo, настоящее имя — Элизабет Тшеле (англ. Elizabeth Tshele), 12 октября 1981, Тшолотшо, Северный Матабелеленд) — зимбабвийская писательница, пишет на английском языке.

## Биография
Закончила государственную Высшую школу имени Мзиликази в городе Булавайо, название которого сделала частью свою псевдонима. С 1999 года живёт в США. Получила степени магистра и бакалавра в Texas A&M University (Коммерс, Техас) и Южном методистском университете. В 2010 году окончила курс литературного мастерства в Корнеллском университете, преподавала в нём. В 2012—2014 годах — стипендиат программы по развитию литературного мастерства в Стэнфордском университете.

## Творчество
В 2009 году Дж. М. Кутзее включил рассказ Булавайо «Снимки» в составленный им том «Новая африканская литература». Опубликованный в 2010 году в журнале Boston Review рассказ «Помешанные на Будапеште» получил в 2011 году «африканского Букера» — премию Кейна. В 2013 году в США и Великобритании появился первый роман писательницы, глава из которого представляла собой премированный рассказ[что?].
В 2022 году был опубликован ее второй роман "Слава", вдохновленный романом Джорджа Оруэлла "Скотный двор" и рассказывающий о стране, стоящей на пороге революции. – работа над романом продолжалась более трех лет. "Слава" вошел в короткий список Букеровской премии 2022 года и в длинный список Женской премии за художественную литературу 2023.

## Книги
- Нам нужны другие имена/ We need new names. New York: Reagan Arthur Books, Little, Brown and Company, 2013 (London: Chatto & Windus, 2013, издан также аудиокнигой; вошел в короткий список Букеровской премии 2013, ; книжная премия газеты Los Angeles Times; литературная премия Этисалата, Нигерия и др.)
- Слава/ Glory. New York: Viking Press, 2022 (London: Hamish Hamilton, 2022; вошел в короткий список Букеровской премии 2022, ; в длинный список Женской премии за художественную литературу 2023, ; так же роман вошел в длинный список Литературной премии Aspen Words 2023, . 
  - В России роман издан в издательстве Строки, в 2024 году.